# Inte bevisat skyldig (domslut)
Inte bevisat skyldig eller inte bevisat är ett domslut i Skottland och Nederländerna.
I skotsk lag kan ett brottmål få tre utgångar: fällande dom (bevisat skyldig), inte bevisat skyldig och frikännande. Historiskt har de skotska domstolarna två domslut: "bevisat skyldig" och "inte bevisat skyldig", men från och med ett dramatiskt domslut 1728 blev det möjligt att "frikänna" (inte skyldig). I och med att det skotska domstolsväsendet började acceptera frikännande dom användes domslutet i fall där juryn inte upplevde att "inte bevisat skyldig" tydligt nog visade den tilltalades oskuld.
Resultatet av den historiska tillämpningen har medfört att domen "inte bevisat skyldig" är en friande dom som används av domstolsväsendet i de fall där det inte funnits nog med bevis för fällande dom och domstolen inte är övertygad om den tilltalades oskuld, och kan ses som en varning.
Utanför Skottland kallas domslutet "inte bevisat skyldig" för skotsk dom (Scottish verdict) medan den i vardagligt tal i Skottland kallas bastard dom (bastard verdict). Den senare benämningen myntades av Sir Walter Scott som var vice sheriff vid domstolen i Selkirk.

## Inte skyldig
Under en rättegång 1728 lyckades den tilltalades advokat Robert Dundas övertyga juryn att hävda sin gamla rätt att frikänna genom att finna den tilltalade Inte skyldig. Brottmålet rörde Carnegie of Finhaven som av misstag hade dödat Earl of Strathmore (dråp). Som lagen var skriven skulle juryn ta ställning till fakta, om det var bevisat eller inte bevisat att Carnegie mördat Earl. Eftersom den tilltalade utan tvekan hade förorsakat Earls död var rätten, ifall den finner åtalet styrkt, begränsad till att döma Carnegie för mord, och därmed döma en oskyldig man till döden genom hängning. För att undvika denna orättvisa tillgrep juryn sin urgamla rätt att döma med helheten som grund och inte bara med fakta. Domstolen fann då den tilltalade Inte skyldig.
Även om jurys fortsatte att använda både "Inte skyldig" och "Inte bevisat skyldig", tenderade jurymedlemmarna att döma till "Inte skyldig" framför "Inte bevisat skyldig", och tolkningen ändrades.